# Những ngày không quên
Những ngày không quên là một bộ phim truyền hình được thực hiện bởi Trung tâm Phim truyền hình Việt Nam, Đài truyền hình Việt Nam do Nguyễn Danh Dũng và Trịnh Lê Phong làm đạo diễn. Đây là phiên bản đặc biệt cho sự kết hợp của hai bộ phim Về nhà đi con và Cô gái nhà người ta, có chủ đề mang tính chất tuyên truyền phòng chống đại dịch COVID-19. Phim phát sóng vào lúc 21h00 từ thứ 2 đến thứ 6 hàng tuần bắt đầu từ ngày 6 tháng 4 năm 2020 và kết thúc vào ngày 16 tháng 6 năm 2020 trên kênh VTV1.

## Nội dung
Những ngày không quên tái hiện lại đời sống của hai không gian điển hình là thành phố và nông thôn khi dịch bệnh ập đến. Gia đình ông Sơn và cả nhân dân làng Yên lần lượt chứng kiến những biến đổi của cuộc sống khi dịch bệnh hoành hành. Từ đó, mỗi cá nhân đều cần có ý thức trách nhiệm hơn với cộng đồng, sự đoàn kết và chung tay để chống lại dịch bệnh ập đến để cùng nhau vượt qua mọi khó khăn, thử thách, gian nan...

## Diễn viên

### Diễn viên chính
- Trung Anh trong vai Ông Sơn
- Bùi Bài Bình trong vai Ông Tiền
- Tiến Quang trong vai Ông Bá
- Thu Quỳnh trong vai Thu Huệ
- Bảo Thanh trong vai Anh Thư
- Đình Tú trong vai Khoa
- Phương Oanh trong vai Uyên
- Bảo Hân trong vai Ánh Dương
- Thanh Hương trong vai Vy[2]
- Tuấn Tú trong vai Quốc
- Việt Hoa trong vai Đào
- Việt Bắc trong vai Cân
- Hương Giang trong vai Mận

### Diễn viên phụ
- Hoàng Dũng trong vai Ông Luật
- Linh Huệ trong vai Bà Hòa
- Đào Hoàng Yến trong vai Cô Xuyến
- Hoàng Huy trong vai Bố Cân
- Hoàng Du Ka trong vai Quất
- Tiến Lộc trong vai Thành
- Hoàng Kim Ngọc trong vai Uyên
- Quốc Trường trong vai Vũ
- Hoàng Anh Vũ trong vai Dũng
- Minh Tiệp trong vai Bạn trai Vy
- Hồng Đăng trong vai Bảo[3]
- Hồng Diễm trong vai Khuê[3]
- Quang Anh trong vai Bảo
- Vân Dung trong vai Dung[4]
- Phạm Anh Tuấn trong vai Đẩu[5]
- Phùng Khánh Linh trong vai Linh[4]
- Đỗ Quỳnh Hoa trong vai Tiên
- Nguyễn Hoàng Ngọc Huyền trong vai Jun

## Sản xuất
Vào ngày 23 tháng 3 năm 2020, theo VTV, bộ phim Đừng bắt em phải quên sẽ tạm dừng phát sóng (tiếp tục phát sóng từ tập 10 bắt đầu từ 10 tháng 6 năm 2020 nhưng vào lúc 21h30 thứ 4, 5, 6 trên VTV3), thay bằng việc phát lại bộ phim chiếu trong dịp Tết Nguyên Đán Canh Tý 2020 mang tên Mùa xuân ở lại nhưng biên tập lại còn 25 phút/tập và quay bổ sung với một kết phim khác, chính vì thế số tập tăng lên thành 10 tập (bản gốc là 45 phút x 4 tập). Sau khi bản 25 phút/tập của phim Mùa xuân ở lại kết thúc, khung giờ quen thuộc lên sóng một phim khác giữa thời điểm dịch COVID-19.
Trung tâm Phim truyền hình Việt Nam, Đài Truyền hình Việt Nam đã quyết định thực hiện một bộ phim truyền hình mang tên Những ngày không quên trong thời gian khi dịch bệnh COVID-19 diễn biến phức tạp, mọi hoạt động kinh tế, giao thương, văn hóa đều đình trệ. Hàng triệu người không thể đi làm, học sinh không thể đến lớp và những gặp gỡ, giao tiếp hàng ngày đã bị giới hạn. Đoàn làm phim luôn đề cao sự cẩn thận và thực hành cách ly nghiêm ngặt để hoàn thành các cảnh quay mà không ảnh hưởng đến sức khỏe của đoàn làm phim.
Vì là sự pha trộn của hai bộ phim quen thuộc Về nhà đi con và Cô gái nhà người ta nên bối cảnh phim đều được quay lẫn ở Hà Nội với Bắc Ninh, với sự góp mặt của các nghệ sĩ như Hoàng Dũng, Trung Anh, Thu Quỳnh, Bảo Thanh, Bảo Hân, Tuấn Tú, Quốc Trường, Bùi Bài Bình, Tiến Quang, Phương Oanh, Đình Tú, Việt Bắc, Hương Giang... Ngoài ra cũng sẽ có một số gương mặt khách mời như Thanh Hương thủ vai một người phụ nữ có mối quan hệ mập mờ với "chú Quốc" do Tuấn Tú thủ vai trong phim. Đặc biệt, việc nhà sản xuất cũng hé lộ cặp đôi Hồng Đăng và Hồng Diễm của phim Hoa hồng trên ngực trái sẽ được làm khách mời trong tác phẩm này.

## Giải thưởng
| Năm  | Giải thưởng  | Hạng mục                  | (Người) Đề cử | Kết quả | Tham khảo |
| ---- | ------------ | ------------------------- | ------------- | ------- | --------- |
| 2020 | Ấn tượng VTV | Phim truyền hình Ấn tượng | —             | Đề cử   | [ 10 ]    |
| 2020 | Ấn tượng VTV | Diễn viên nữ Ấn tượng     | Phương Oanh   | Đề cử   | [ 10 ]    |